# Danh sách huyện của Panama
Các tỉnh và một số comarca của Panama được chia thành các huyện (distrito). Huyện được chia thành các corregimiento. 

Bản đồ Panama được chia thành các huyện

## Tỉnh Bocas del Toro
- Huyện Bocas del Toro
- Huyện Changuinola
- Huyện Chiriquí Grande
- Huyện Almirante

## TỉnhChiriquí
- Huyện Alanje
- Huyện Barú
- Huyện Boquerón
- Huyện Boquete
- Huyện Bugaba
- Huyện David
- Huyện Dolega
- Huyện Gualaca
- Huyện Remedios.
- Huyện Renacimiento
- Huyện San Félix
- Huyện San Lorenzo
- Huyện Tolé
- Huyện Tierras Altas

## TỉnhCoclé
- Huyện Aguadulce
- Huyện Antón
- Huyện La Pintada
- Huyện Natá
- Huyện Olá
- Huyện Penonomé

## TỉnhColón
- Huyện Colón
- Huyện Chagres
- Huyện Donoso
- Huyện Portobelo
- Huyện Santa Isabel
- Huyện Omar Torrijos Herrera

## TỉnhDarién
- Huyện Chepigana
- Huyện Pinogana
- Huyện Santa Fe

## TỉnhHerrera
- Huyện Chitré
- Huyện Las Minas
- Huyện Los Pozos
- Huyện Ocú
- Huyện Parita
- Huyện péé
- Huyện Santa María

## TỉnhLos Santos
- Huyện Guararé
- Huyện Las Tablas
- Huyện Los Santos
- Huyện Macaracas
- Huyện Pedasí
- Huyện Pocí
- Huyện Tonosí

## Tỉnh Panamá
- Huyện Balboa
- Huyện Chepo
- Huyện Chimán
- Huyện Panama
- Huyện San Miguelito
- Huyện Taboga

## Tỉnh Veraguas
- Huyện Atalaya
- Huyện Calobre
- Huyện Cañazas
- Huyện La Mesa
- Huyện Las Palmas
- Huyện Montijo
- Huyện Río de Jesús
- Huyện San Francisco
- Huyện Santa Fe
- Huyện Santiago, Veraguas
- Huyện Soná, Veraguas
- Huyện Mariato

## TỉnhWest Panamá
- Huyện Arraiján
- Huyện Capira
- Huyện Chame
- Huyện La Chorrera
- Huyện San Carlos